# Museo del Greco
Il Museo del Greco (noto anche come Casa del Greco e museo El Greco) è una casa-museo situata nella città di Toledo, dedicata al pittore manierista Doménikos Theotokópoulos (1541–1614), che dipinse la maggior parte della sua opera nella città toledana anche se nacque a Gazi, Creta. Il museo, inaugurato nel 1911 allo scopo di riunire opere dell'artista cretese, è una riproduzione fedele di quella in cui lavorava il pittore. Iscritto al Ministero della cultura e dello sport, è di gestione esclusiva dell'Indirizzo Generale di Belle Arti.

## Storia

### Origini
Nell maggio 1902, in occasione dell'incoronazione di Alfonso XIII, la Gazzetta di Madrid pubblicava l'autorizzazione della reggente Maria Cristina  per la realizzazione di una esposizione sulla figura del Greco e le istruzioni su come realizzarla:
El Rey (Q. D. G.), y en su nombre la Regina Regente del Reino, accediendo á lo solicitado, se ha servido disponer lo siguiente:
1.° En el citado mes de Mayo se celebrará en una ó varias salas del expresado Museo la Exposición de los cuadros de «El Greco», á la que podrán concurrir todas las Corporaciones y particulares que posean obras del mismo.
2.° El Director del Museo es el encargado de recibir los cuadros, de instalarlos, de dar los recibos corres- pondientes á sus propietarios, de devolverlos á éstos y de cuantas operaciones sean necesarias para el buen régimen de la Exposición.
3.° Los expositores firmarán por duplicado las hojas impresas de inscripción: una será devuelta con el recibí como resguardo para solicitar la devolución, y otra quedará en la Sec retaría del Museo, y se tendrá pre sente en la redacción del Catálogo.
4.° La Dirección del Museo costeará los gastos de ^conducción y colocación de los cuadros, y si vinieran de fuera de Madrid, desde el radío y estaciones de las líneas férreas hasta el Museo, y la vuelta desde éste á aquéllas, así como los de transporte y colocación en las salas.
5.° Cerrada la Exposición, todas las obras han de ser devueltas en el plazo de veinte días, firmando el recibí de ellas en la cédula de inscripción, y, por pérdida de ésta, en documento bastante.
6.° El Director del Museo autorizará la copia fotográfica de las obras presentadas, previo el permiso de su dueño, que lo dará por escrito.
7.° El día 10 de Mayo terminará el plazo de admi sión de las obras, y la apertura de la Exposición se anunciará previamente para que puedan visitarla cuan tos lo deseen en las horas en que se halle abierto el Museo.
De Real orden lo digo á V. I. para su conocimiento y efectos consiguientes. Dios guarde á Y. I. muchos años. Madrid 12 de Abril de 1902.
C. DE ROMANONES, Sr. Subsecretario de este Ministerio»
Il Re (che Dio guardi), ed in suo nome la Regina Reggente del Regno, accettando la richiesta, ha deciso quanto segue:
1° Nel mese di maggio, in una o più sale del suddetto Museo, si terrà una Mostra dei quadri di "El Greco", alla quale potranno partecipare tutte le Corporazioni e gli individui che possiedano sue opere.
2.° Il Direttore del Museo è incaricato di ricevere i quadri, installarli, dare le ricevute corrispondenti ai loro proprietari, restituirli a questi ultimi e tutte le operazioni necessarie al buon funzionamento dell'Esposizione.
3.° Gli espositori firmeranno i moduli di iscrizione stampati in duplice copia: una verrà restituita come ricevuta per richiedere la restituzione, e l'altra rimarrà alla Segreteria del Museo, e verrà presa in considerazione nella stesura del Catalogo.
4.° La Direzione del Museo pagherà le spese di trasporto e collocamento dei quadri, e se vengono da fuori Madrid, dal raggio e dalle stazioni delle linee ferroviarie al Museo, e il ritorno da quest'ultimo al primo, così come quelle di trasporto e collocazione nelle gallerie.
5º Una volta chiusa la Mostra, tutte le opere devono essere restituite entro venti giorni, firmando la ricevuta di esse nel certificato di iscrizione, e, in caso di perdita di questo, in un duplicato del documento.
6º Il Direttore del Museo autorizzerà la copia fotografica delle opere presentate, previa autorizzazione del loro proprietario, che la darà per iscritto.
7º Il 10 maggio terminerà il periodo di ammissione delle opere, e l'apertura della Mostra sarà annunciata in anticipo in modo che coloro che desiderino visitarla possano farlo nelle ore in cui il Museo è aperto.
Per decreto reale invio la presente a Vostra Eccellenza per vostra informazione e per i conseguenti effetti. Che Dio protegga Y. I. per molti anni a venire. Madrid, 12 aprile 1902.
C. DE ROMANONES, Sottosegretario di questo ministero»
 Questa sarebbe stata esposta nell'allora Museo Nazionale di Pittura e Scultura (l'odierno Museo del Prado), composta da opere in quel Museo e di inediti. Il catalogo dell'esposizione considerava a El Greco un pittore riscoperto soltanto alla fine del XIX secolo e affermava che era arrivato "per lui il momento solenne della sua riabilitazione".
Otto anni dopo, fu approvato l'ordine reale "che prevede l'accettazione dell'offerta fatta dal marchese di Vega Inclán, della casa di El Greco, a Toledo, per servire come museo delle opere di questi, in Toledo". A discapito del fatto, realmente non si creava un Museo specifico sul Greco. Infatti, il primo punto dell'Ordine Reale diceva "Che si ammetta l'offerta fatta dal marchese di Vega Inclán del suddetto edificio, per servire da Museo per le opere del pittore cretese e con l'obiettivo che a tempo debito costituisca la base di un Museo di Arte Spagnola, dove la nostra gloriosa pittura, da El Greco a Vicente López, sarà conosciuta e studiata". La casa del Greco costituiva quindi il punto di partenza del Museo, non il cardine. Tuttavia, la mostra del 1902 avrebbe gettato le basi per l'esposizione dell'opera di El Greco, da così poter essere esposta immediatamente nel nuovo museo.

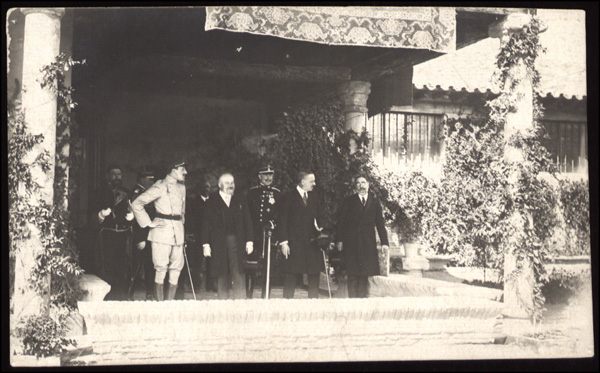
Visita del premier francese al Museo del Greco, accompagnato da Alfonso XIII e Benigno de la Vega-Inclán

L'edificio dell'attuale museo risale all'inizio del XX secolo e fu eretto su iniziativa del marchese de la Vega-Inclán. Il museo fu costruito sulle fondamenta di un'antica casa del XVI secolo, nota come casa della duchessa di Arjona, e di un palazzo rinascimentale nel quartiere ebraico di Toledo, molto vicino al vecchio sito di proprietà del marchese di Villena dove El Greco aveva effettivamente vissuto. Con questa iniziativa, il marchese importò la tipologia della casa-museo in Spagna. Dopo la formalizzazione della donazione del museo allo Stato, il 27 aprile 1910 si creò un Patronato per la sua custodia, costituito da importanti personalità dell'epoca come il monarca Alfonso XIII, Joaquín Sorolla, Archer Huntington, Aureliano de Beruete, Manuel Bartolomé Cossío, José Ramón Mélida, il conte di Cedillo e José Villegas. Il museo ha aperto le sue porte definitivamente al pubblico il 12 giugno 1911.
L'iniziativa di creare questo museo rivendicava l'importanza artistica del Greco e cercava di riunire quante più opere possibili. Fino ad allora, molte erano stati distrutte o danneggiate a causa del poco apprezzamento che ricevevano, e altre cominciavano ad essere esportati a causa della domanda di musei e collezionisti stranieri.
Nel 1920 Don Benigno de la Vega Inclán donò più di 40 dipinti di artisti spagnoli per creare un museo di arte spagnola. A questo scopo, quattro anni dopo fu aperto il Museo Romantico di Madrid, il che significava che i dipinti non sarebbero più andati al Museo El Greco per formare la grande galleria d'arte inizialmente prevista. Nonostante ciò, c'è una "Sala del Museo d'Arte Spagnola" in cui sono raccolte le opere che nei primi anni del Museo di El Greco gli furono donate.

### Riforme e proposte di riubicazione

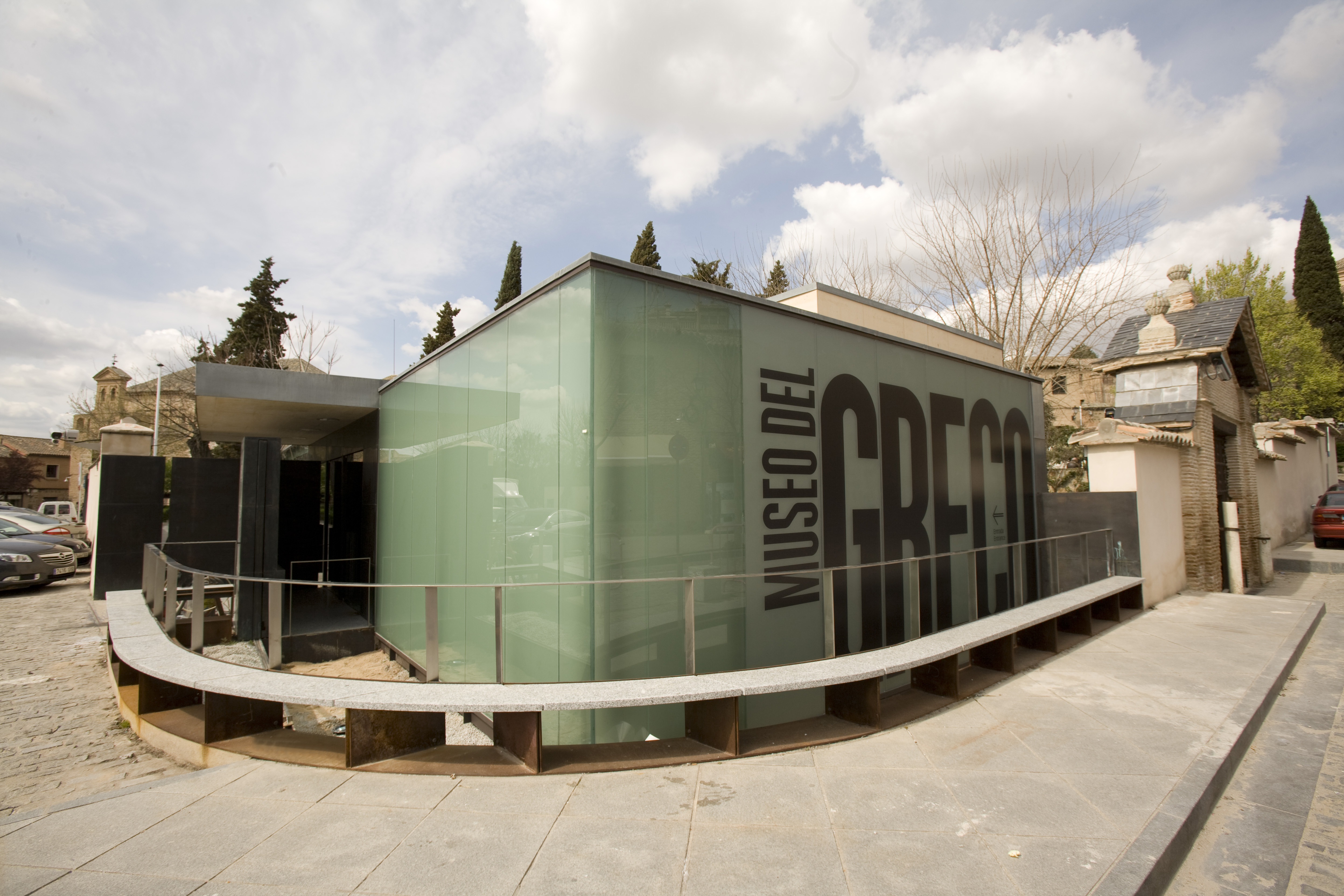
Veduta del Museo del Greco dalla strada

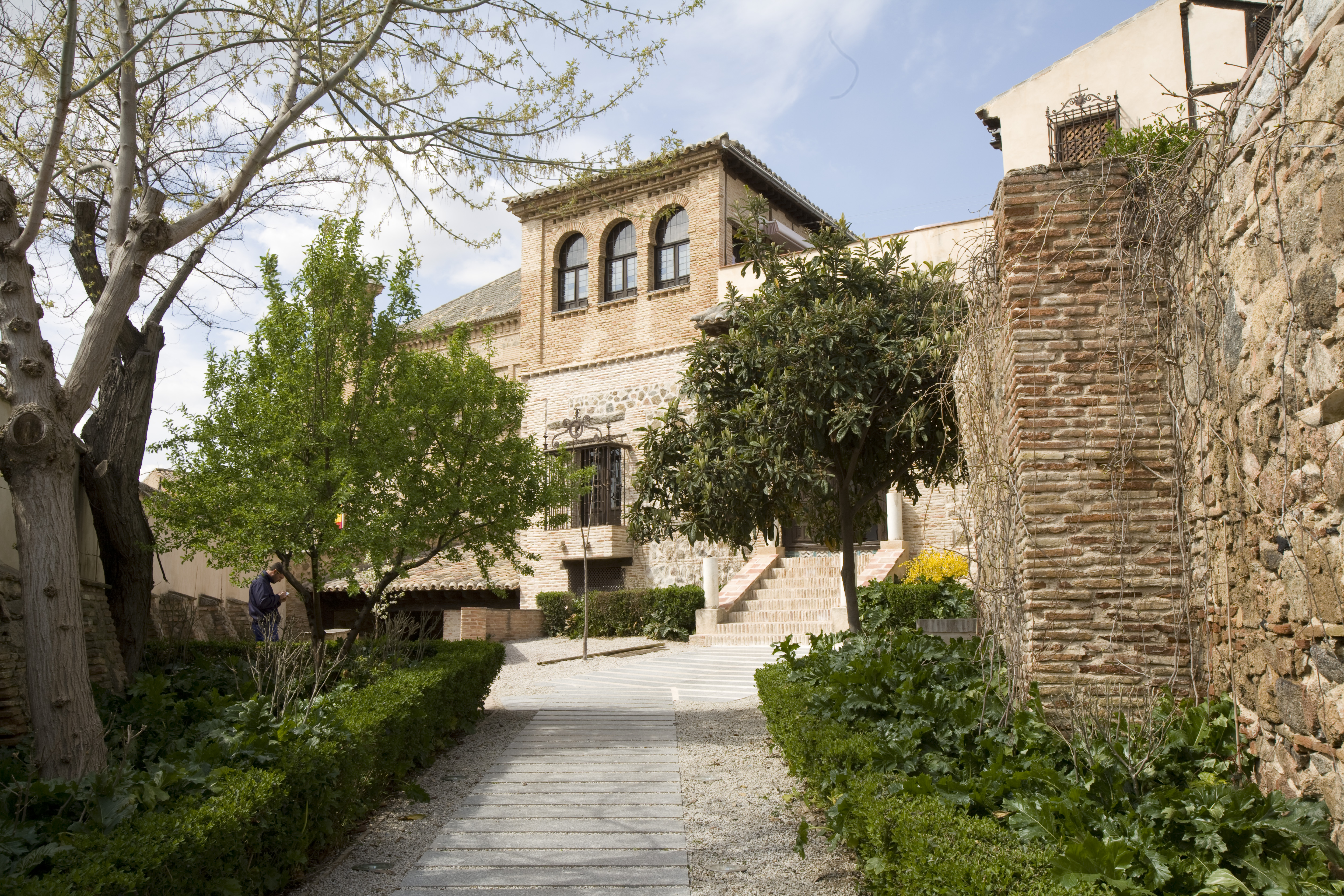
Viale di accesso

Nel 1921 fu effettuata la prima ristrutturazione a cui ne seguirono altre nel 1950, nel 1960 e nel 1990,  quando fu deciso di sviluppare una struttura interna ed esterna definitiva per il museo.
Tuttavia questi interventi non furono sufficienti, e il museo fu nuovamente riformato in una data successiva. Così, il museo fu chiuso per lavori di ristrutturazione dal 2006 fino a marzo 2011 e parte del suo contenuto si esibì di maniera itinerante in diverse città spagnole; eccezion fatta per il quadro Vista y plano de Toledo che fu lasciato fuori da questa selezione a causa della sua fragilità e fu esposto al Museo del Prado di Madrid. Le riforme, oltre a rendere il luogo più accessibile ai visitatori con mobilità ridotta o udito, consentirono un risalto al suo principale discepolo, Luis Tristán. Dato che la sua attuale sede non è stato l'alloggio reale del pittore di Candía, che fu distrutta secoli dietro in un incendio, si accordò a modificare la sua denominazione da casa-museo –o Casa del Greco– a Museo del Greco.
In occasione della IV commemorazione del centenario della morte di El Greco, nel dicembre 2012 il presidente del Consiglio provinciale di Toledo Arturo García-Tizón presentò una proposta per trasferire il Museo El Greco. La proposta consisteva nel creare un nuovo Museo Nazionale del Greco nell'edificio del Museo de Santa Cruz, mentre l'edificio che fino ad allora occupava il Museo del Greco avrebbe esposto opere dal romanticismo in poi. La mozione ha avuto ampio risalto istituzionale ma presentava importanti problemi tecnici e pratici, tanto da non essere attuata.

## Descrizione
Il museo, aperto nel 1911, è situato nel quartiere ebraico di Toledo- accanto alla Sinagoga e fedele riproduzione della casa in cui abitava Doménikos Theotokópoulos, oggi distrutta. Presenti molte delle opere del Greco, soprattutto del suo ultimo periodo. Ci sono anche dipinti di artisti del '600 e '700 (Maestro de la Sisla, Jorge Manuel Theotocópuli, Francisco de Zurbarán, Jerónimo de Espinosa, artisti della scuola madrilena), arredi tipici dell'epoca e ceramiche provenienti da Talavera de la Reina. Nel 2003 è stato sviluppato un nuovo progetto espositivo, promosso dalla Sottodirezione Generale dei Musei di Stato e inquadrato in un piano generale di rinnovamento dell'istituzione. Con il processo di riforma, sono stati creati anche nuovi spazi pubblici, come la reception, il recupero delle grotte medievali e il giardino storico del museo. Tra le opere principali, la "Veduta di Toledo" a volo d’uccello, in cui sono inseriti i nuovi edifici costruiti nell’epoca del pittore.
Vi sono 104 esposizioni, di cui 16 depositi di altri musei. Inoltre, 1.850 dipinti sono in vendita e 25 sono stati ceduti in deposito al Museo del Prado.

## Opere principali

### Apostolato di El Greco
Comprende una serie di 13 dipinti raffiguranti Cristo e i suoi discepoli, prodotti originariamente tra il 1610 e il 1614 da El Greco e la sua bottega per l'Ospedale di Santiago a Toledo. La serie fu concepita ed eseguita come un unico progetto, con Cristo che guarda direttamente fuori dal quadro, sei dei discepoli che guardano a sinistra e sei a destra. I discepoli rappresentano i suoi 12 seguaci originali, tranne la particolarità che Giuda Iscariota è sostituito da San Paolo. Tutte le opere sono olio su tela con una dimensione di 97 x 77 cm.

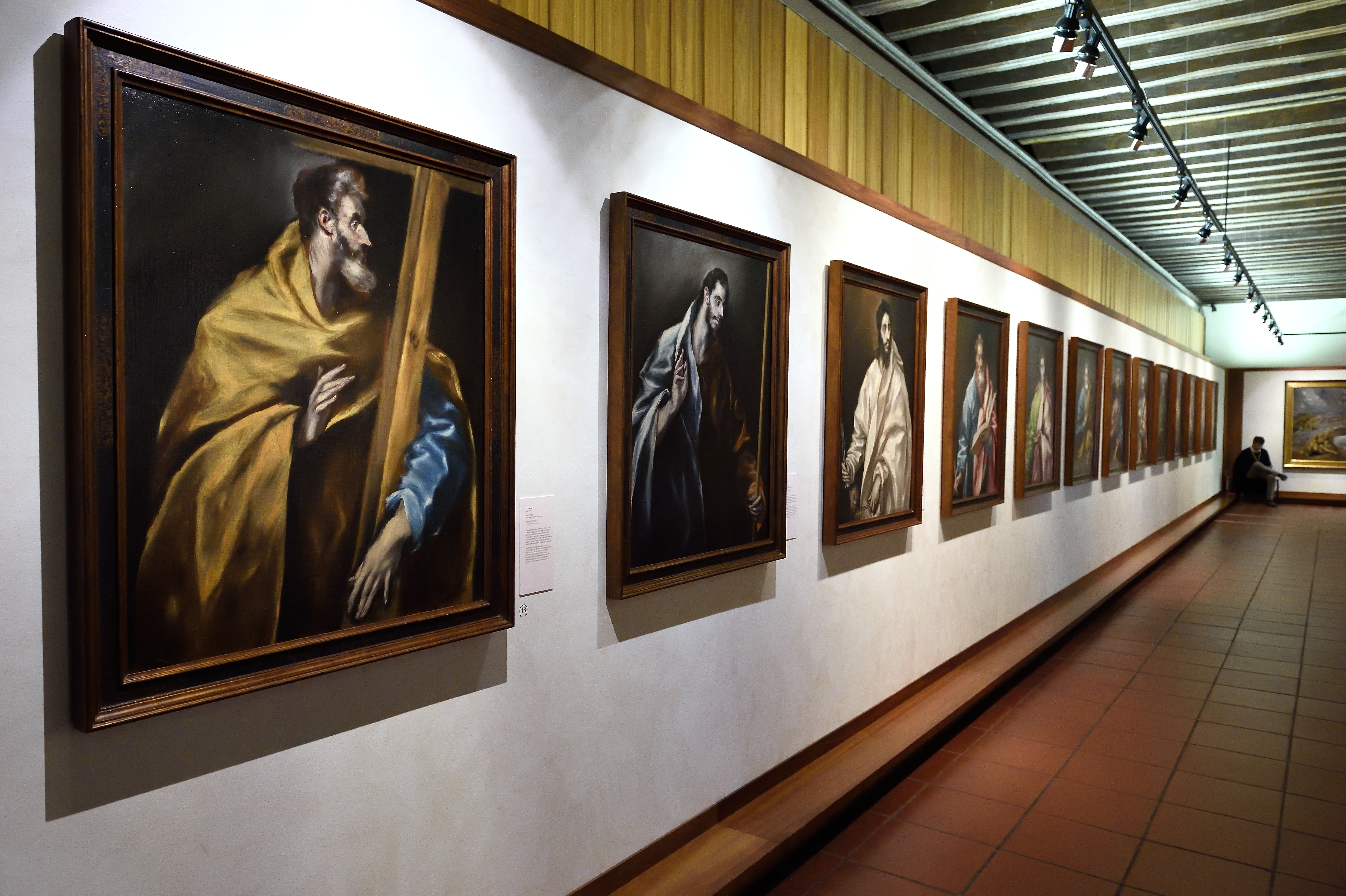
Vista della pinacoteca
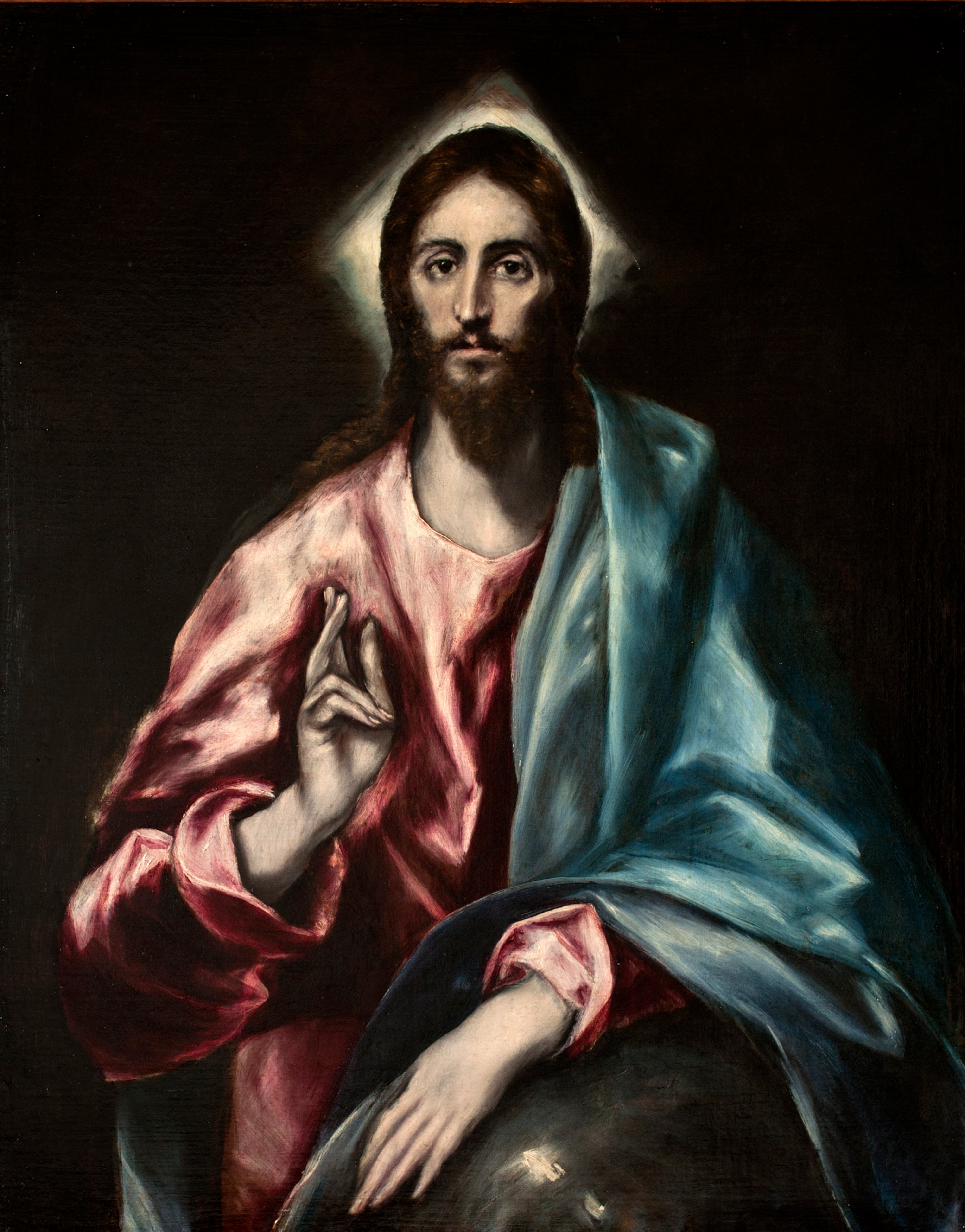
Cristo Salvatore
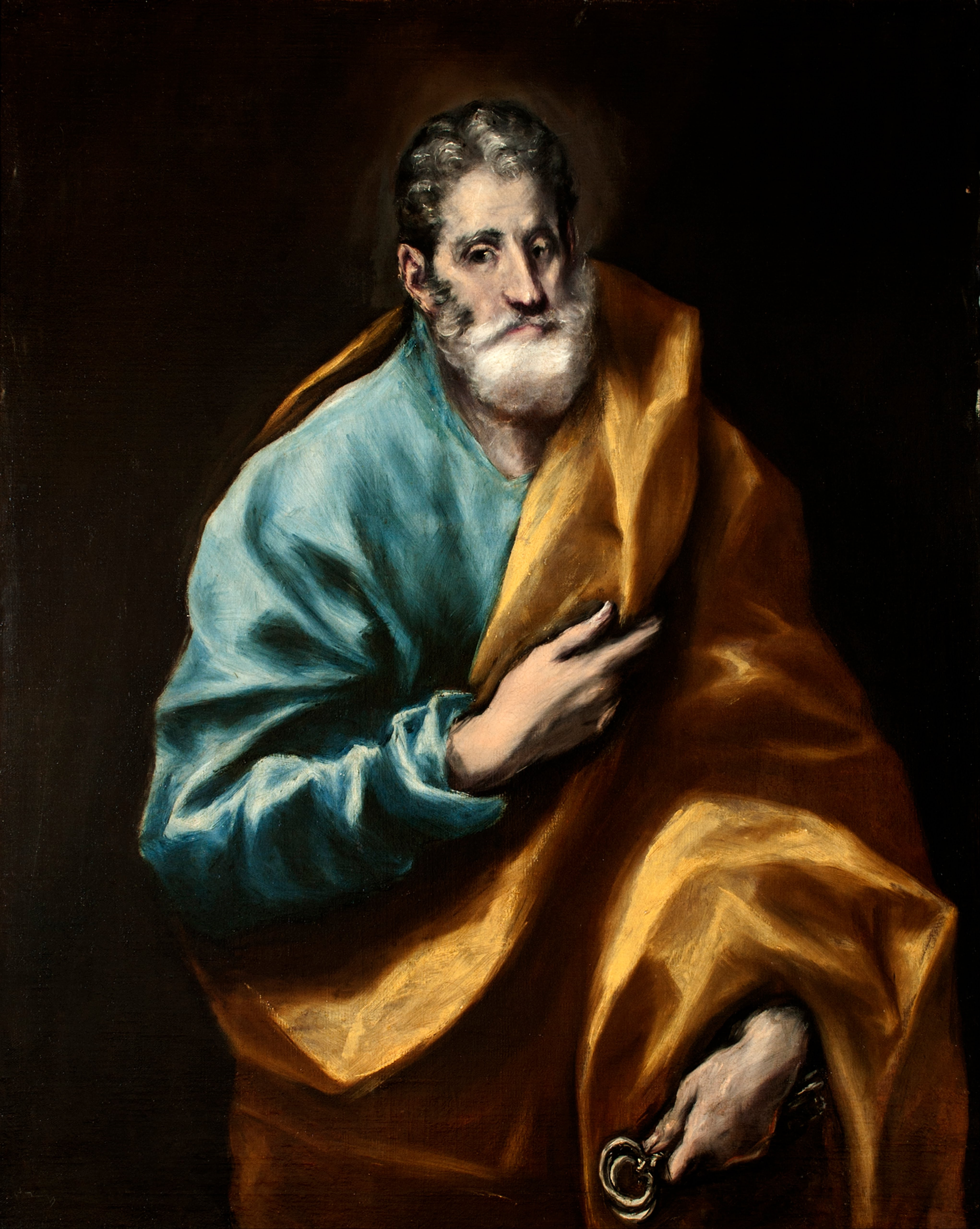
San Pietro
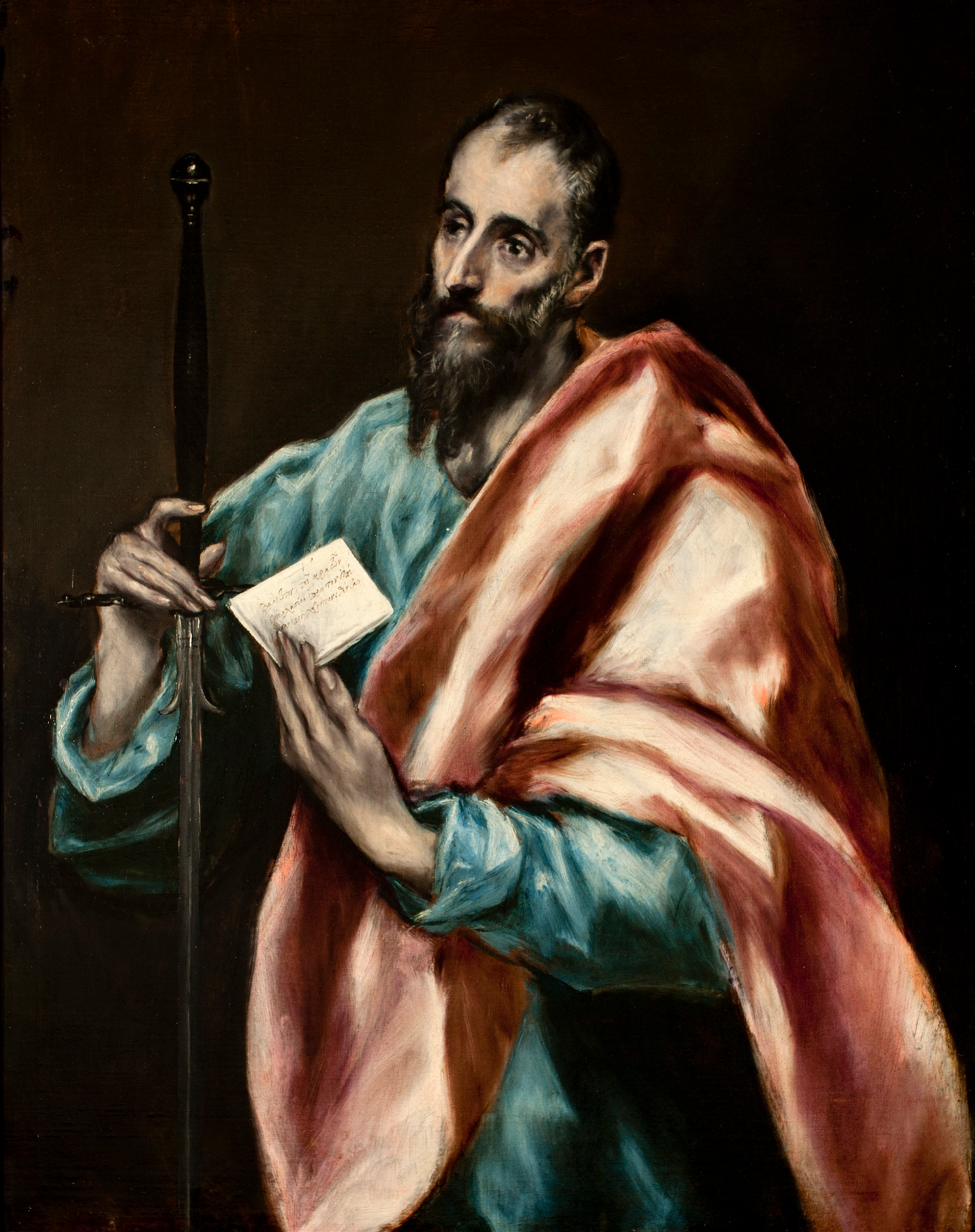
San Paolo
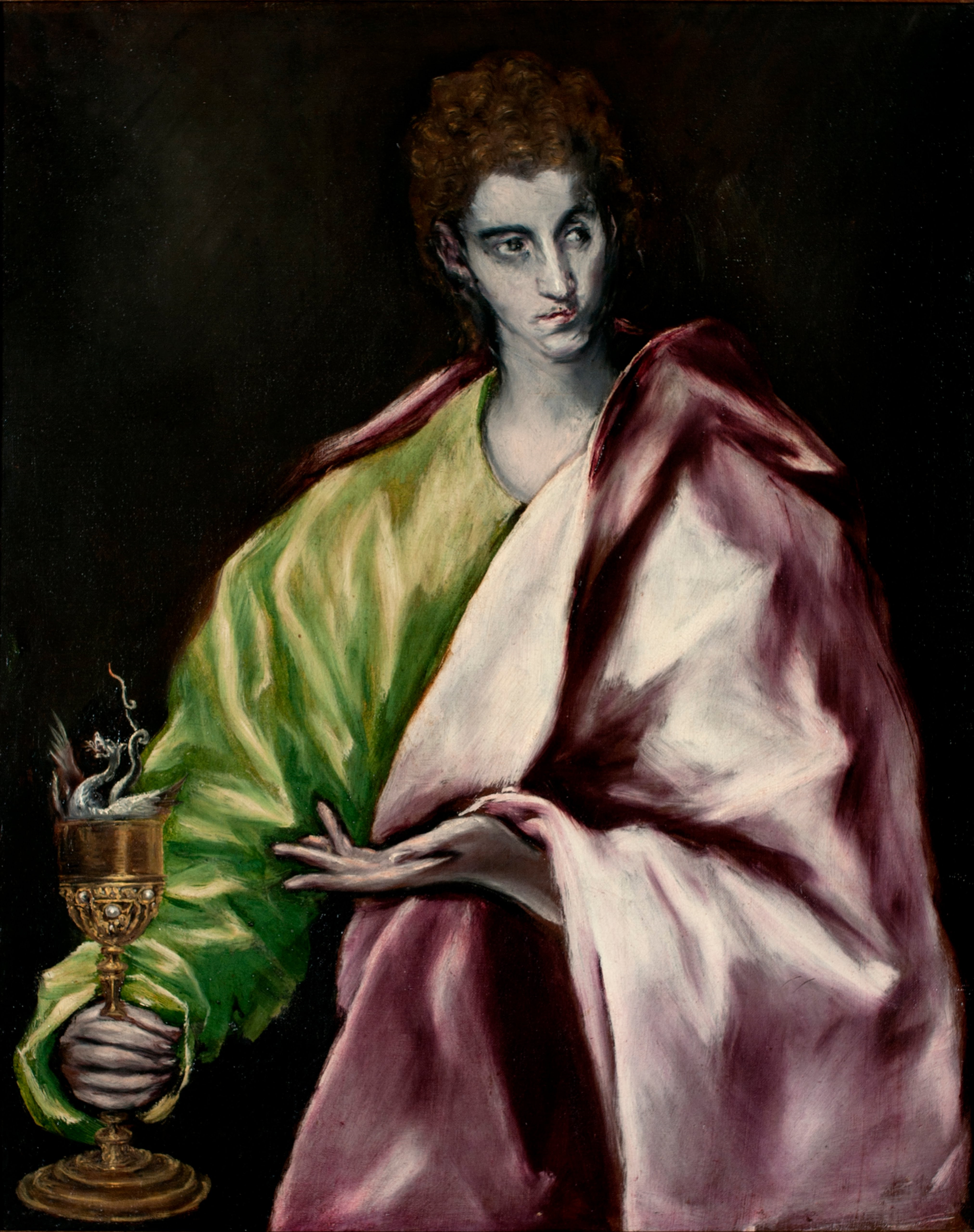
San Giovanni
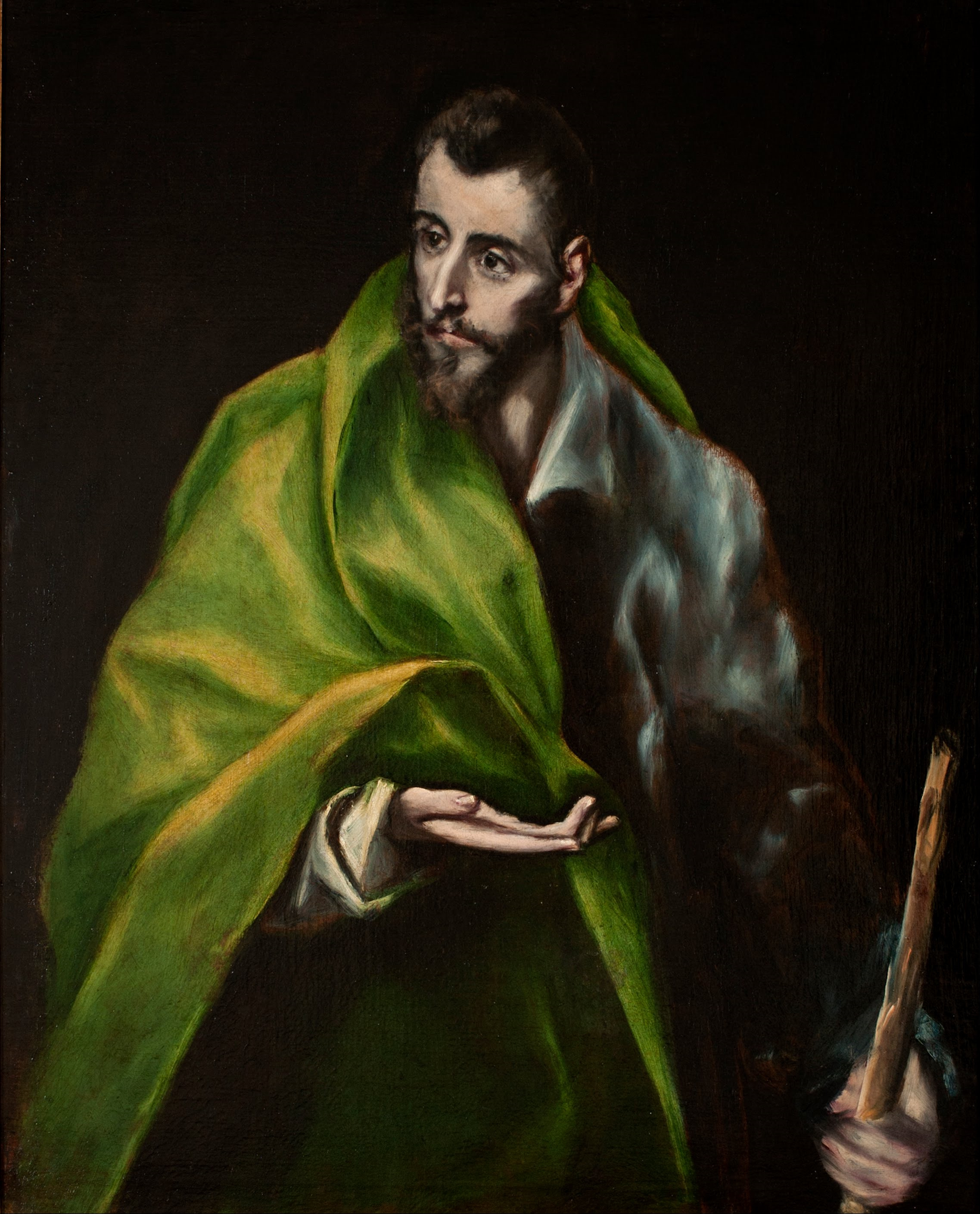
San Giacomo il Maggiore
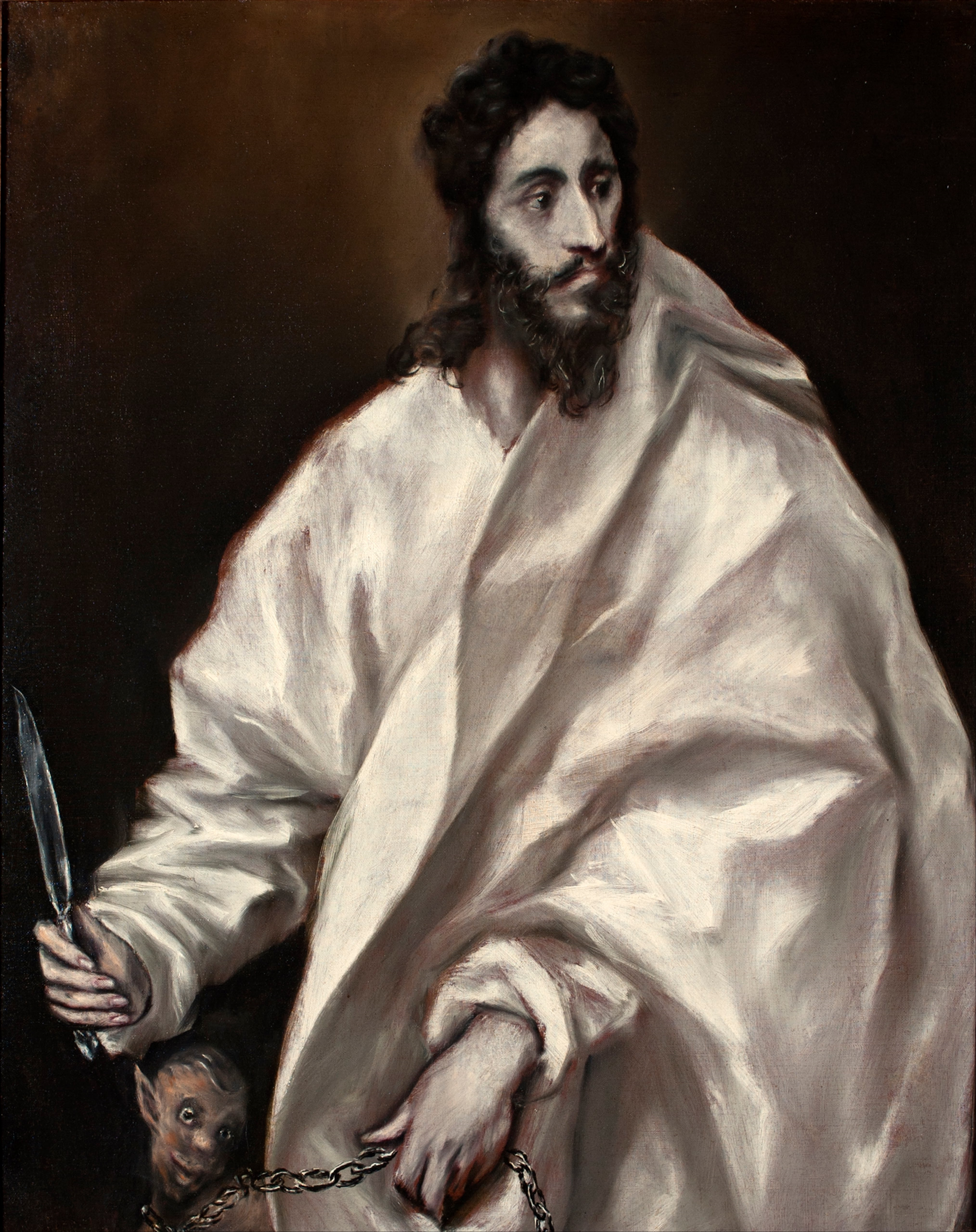
San Bartolomeo
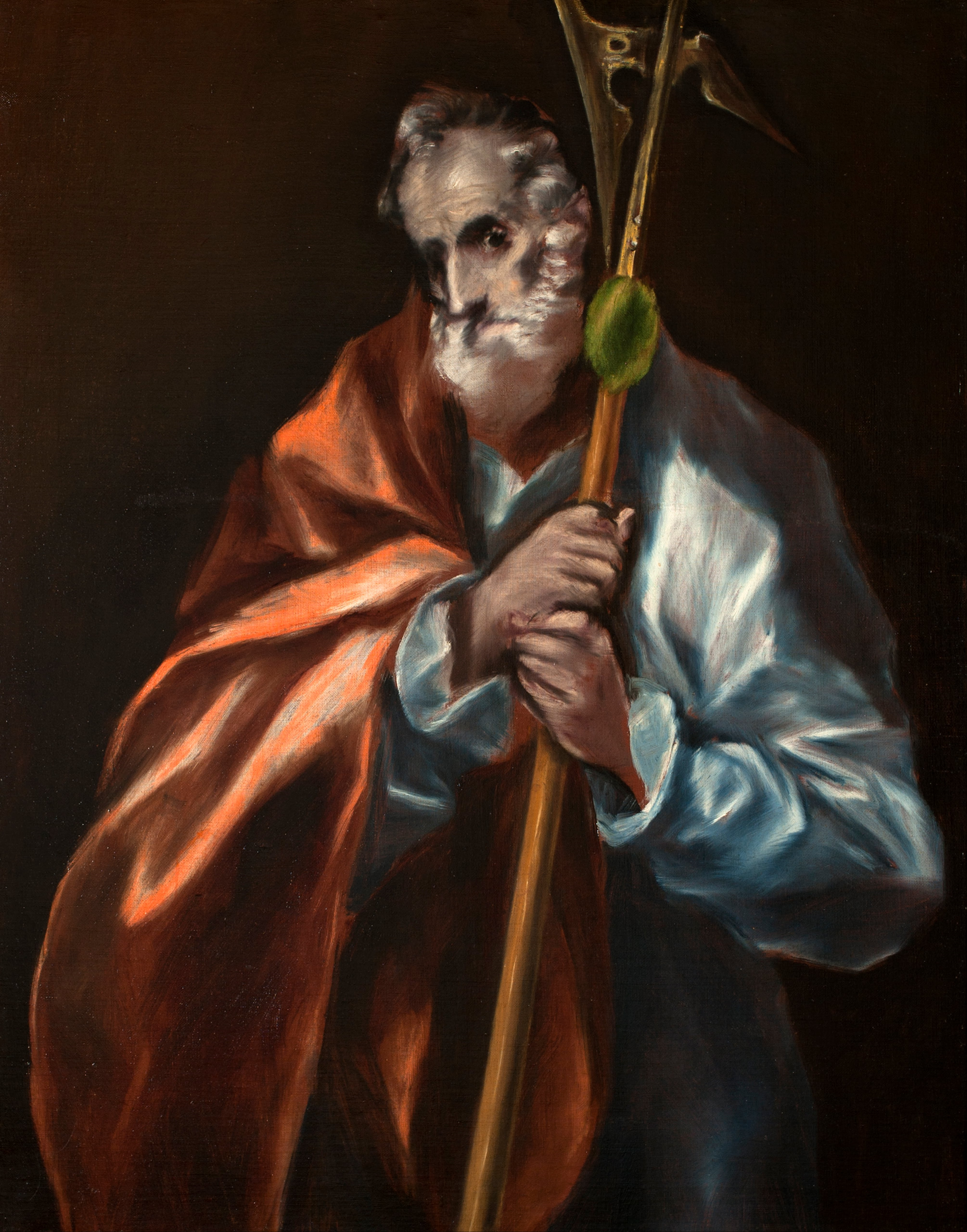
San Giuda Taddeo
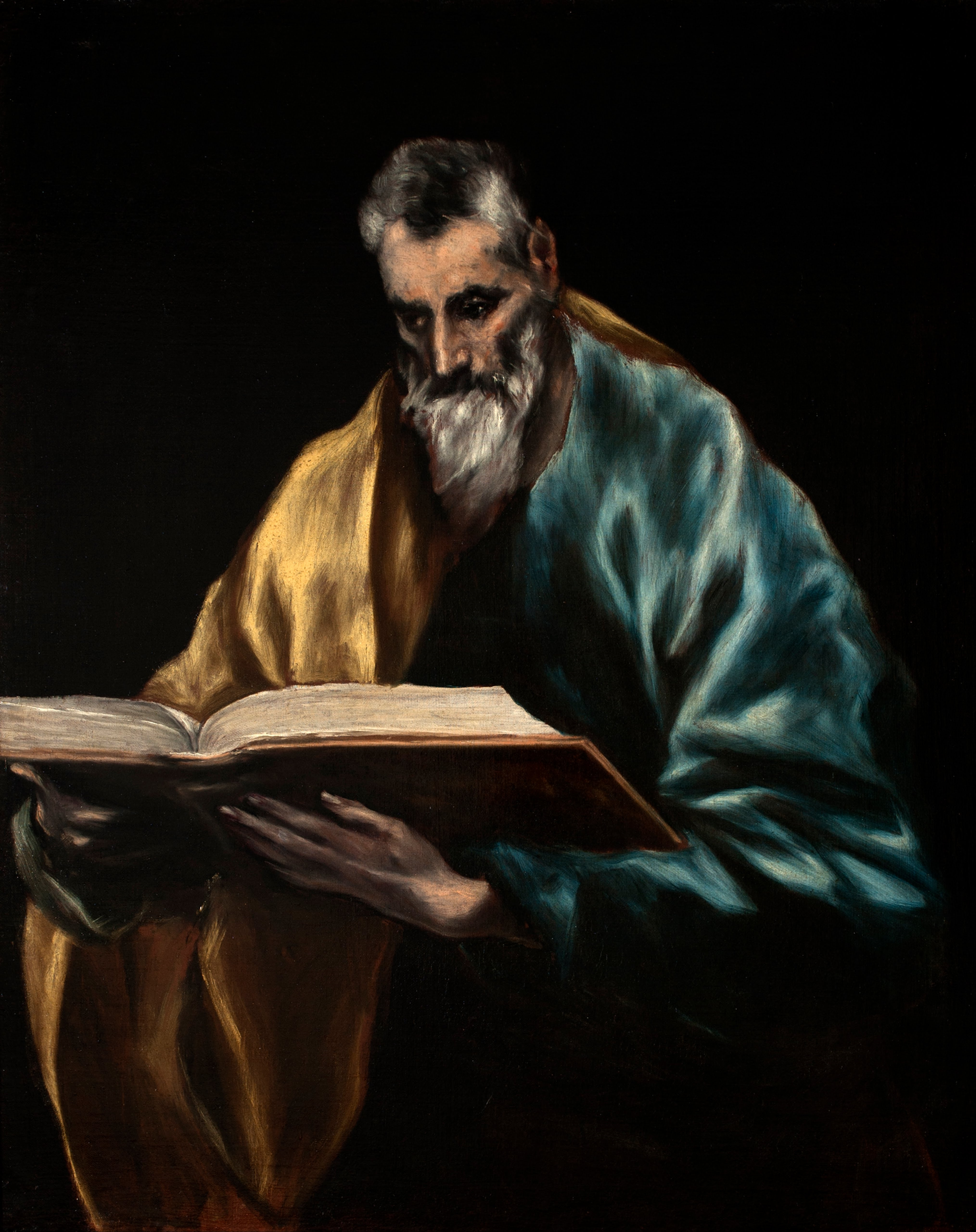
San Simone
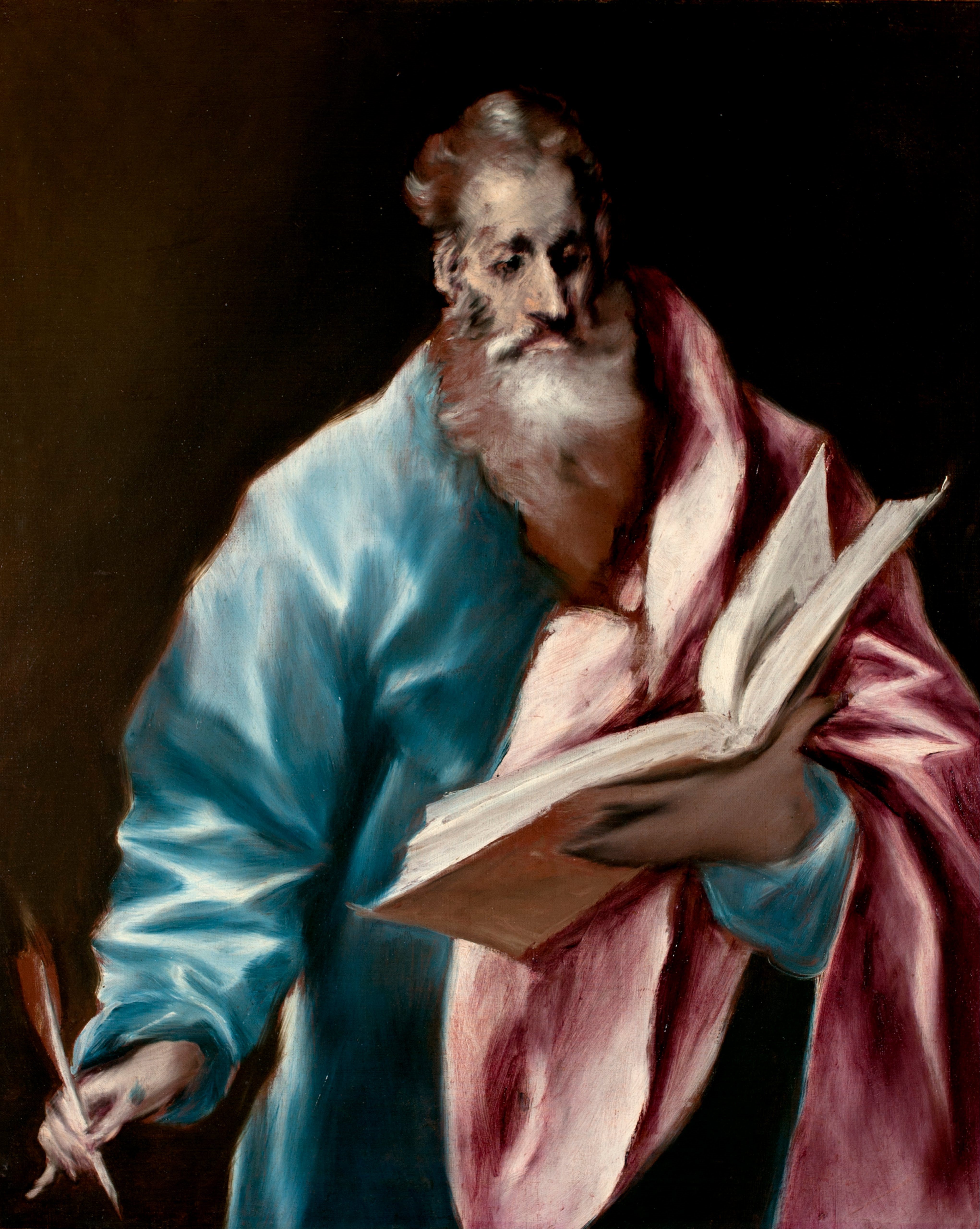
San Matteo
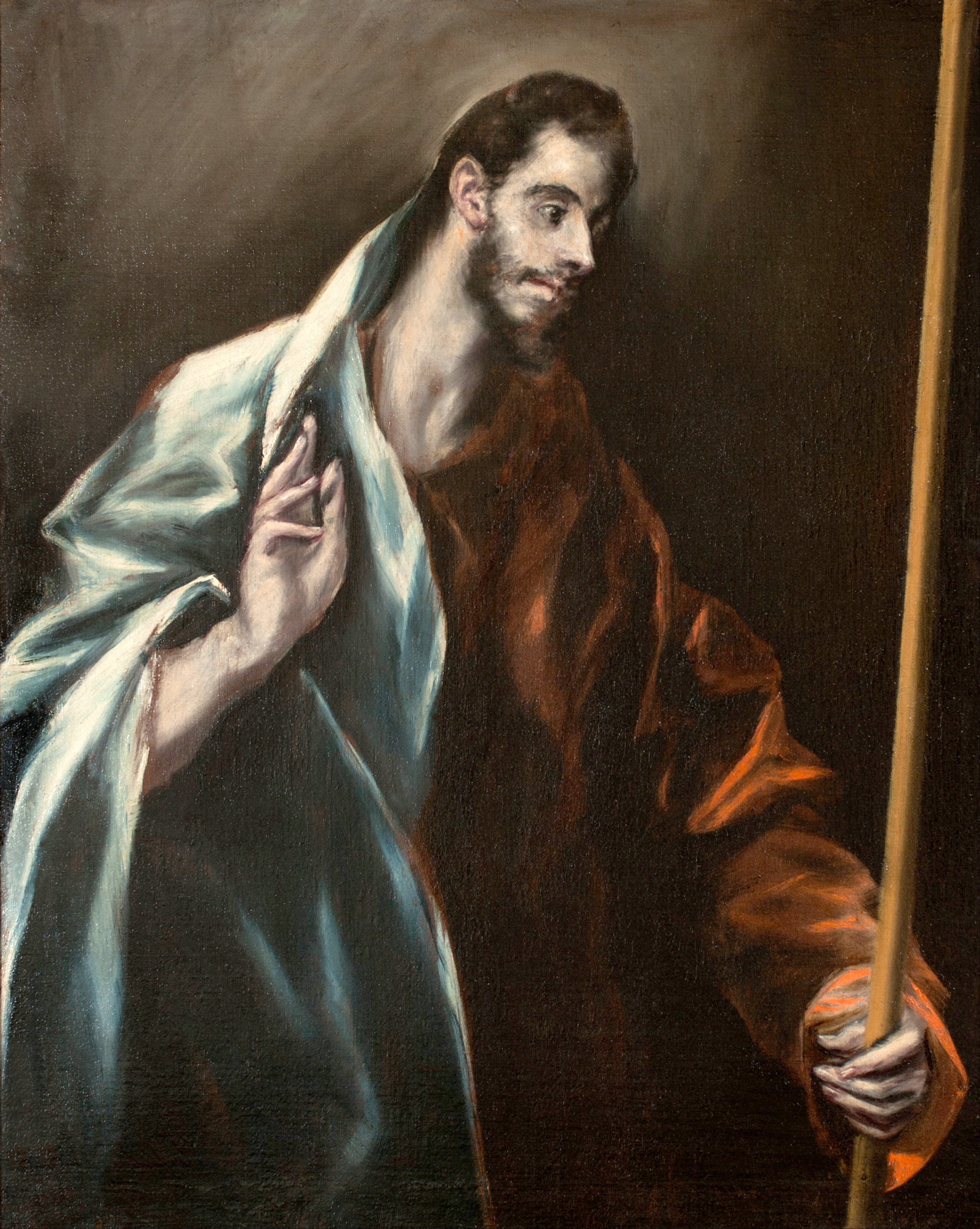
San Tommaso
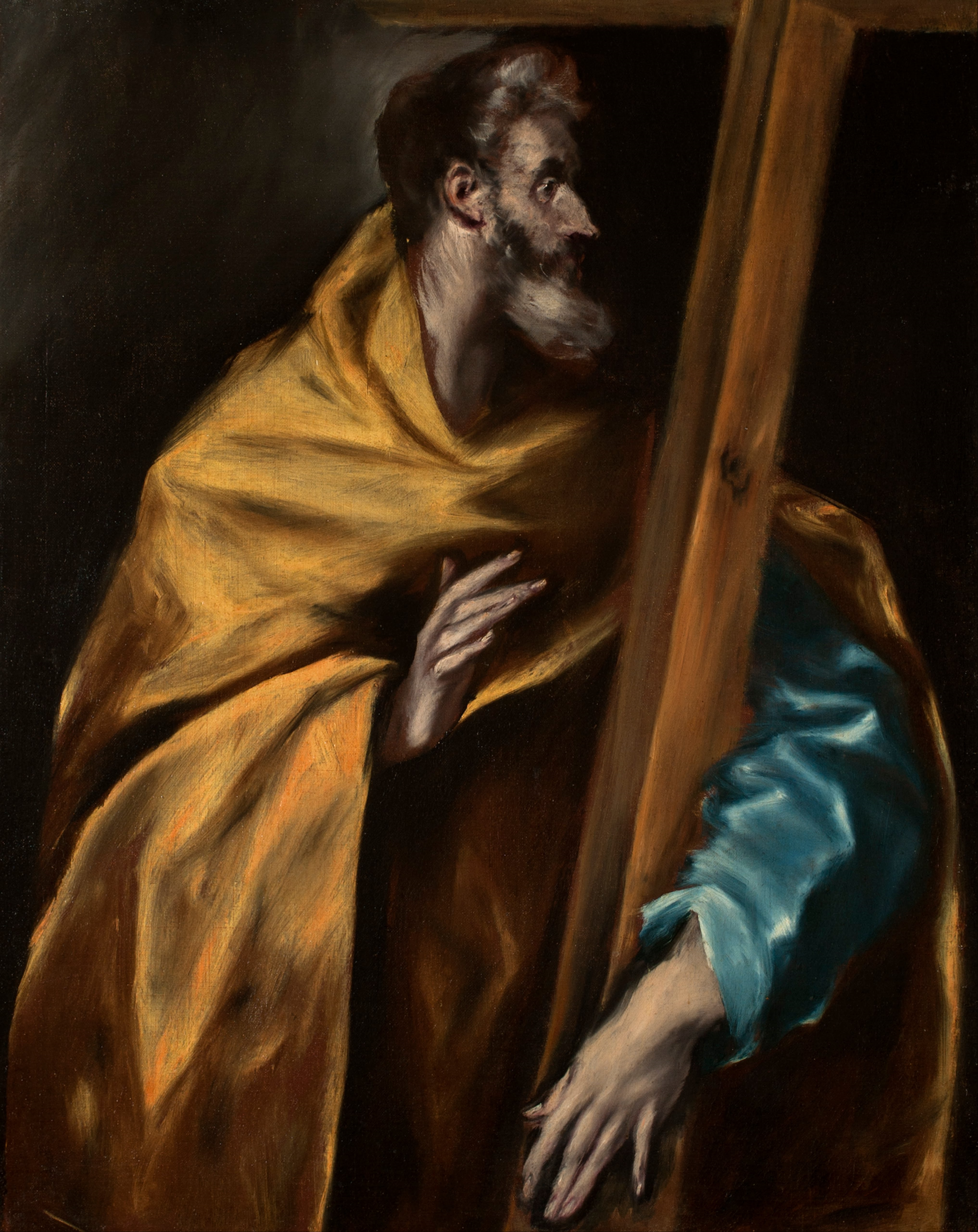
San Filippo
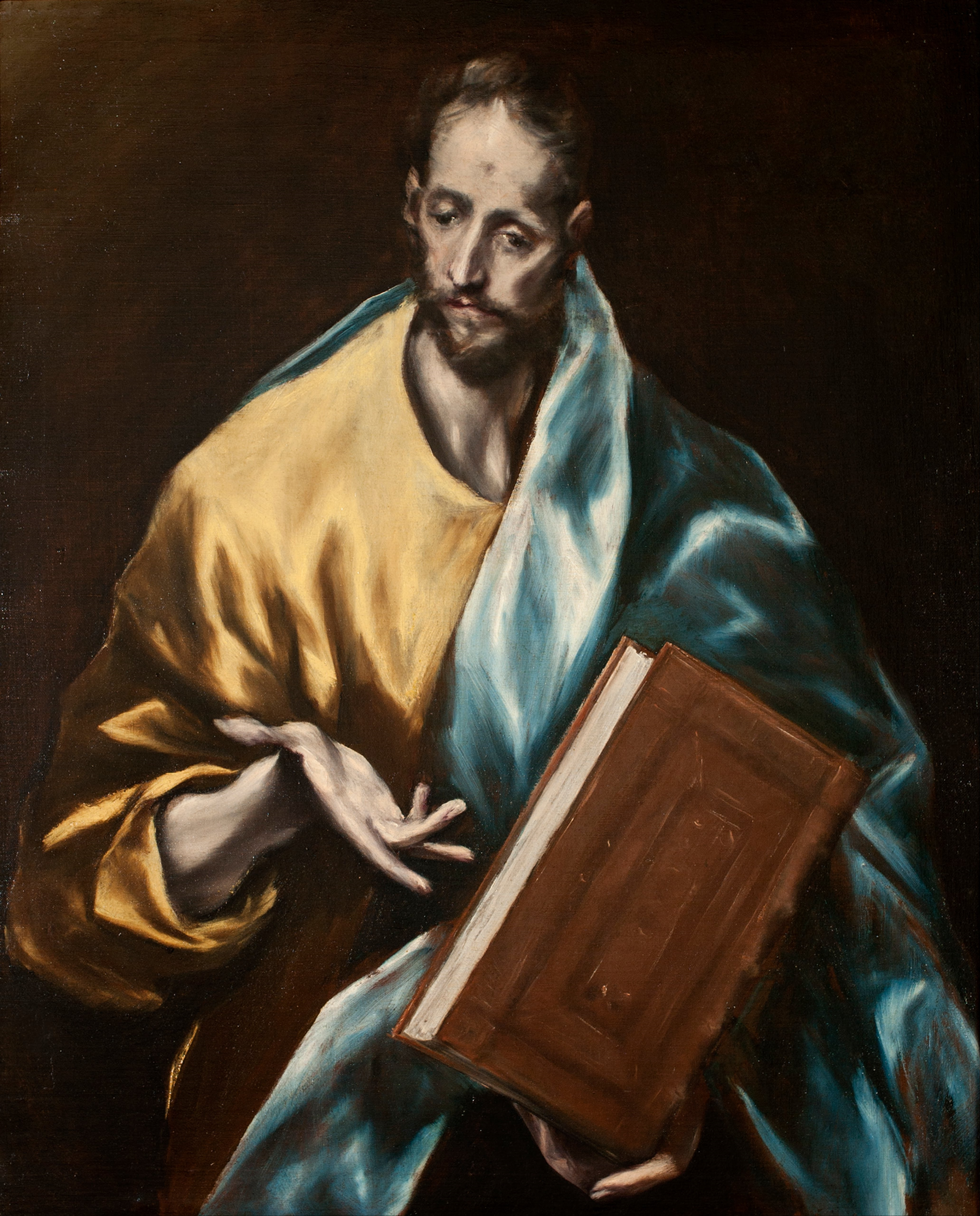
San Giacomo il Minore
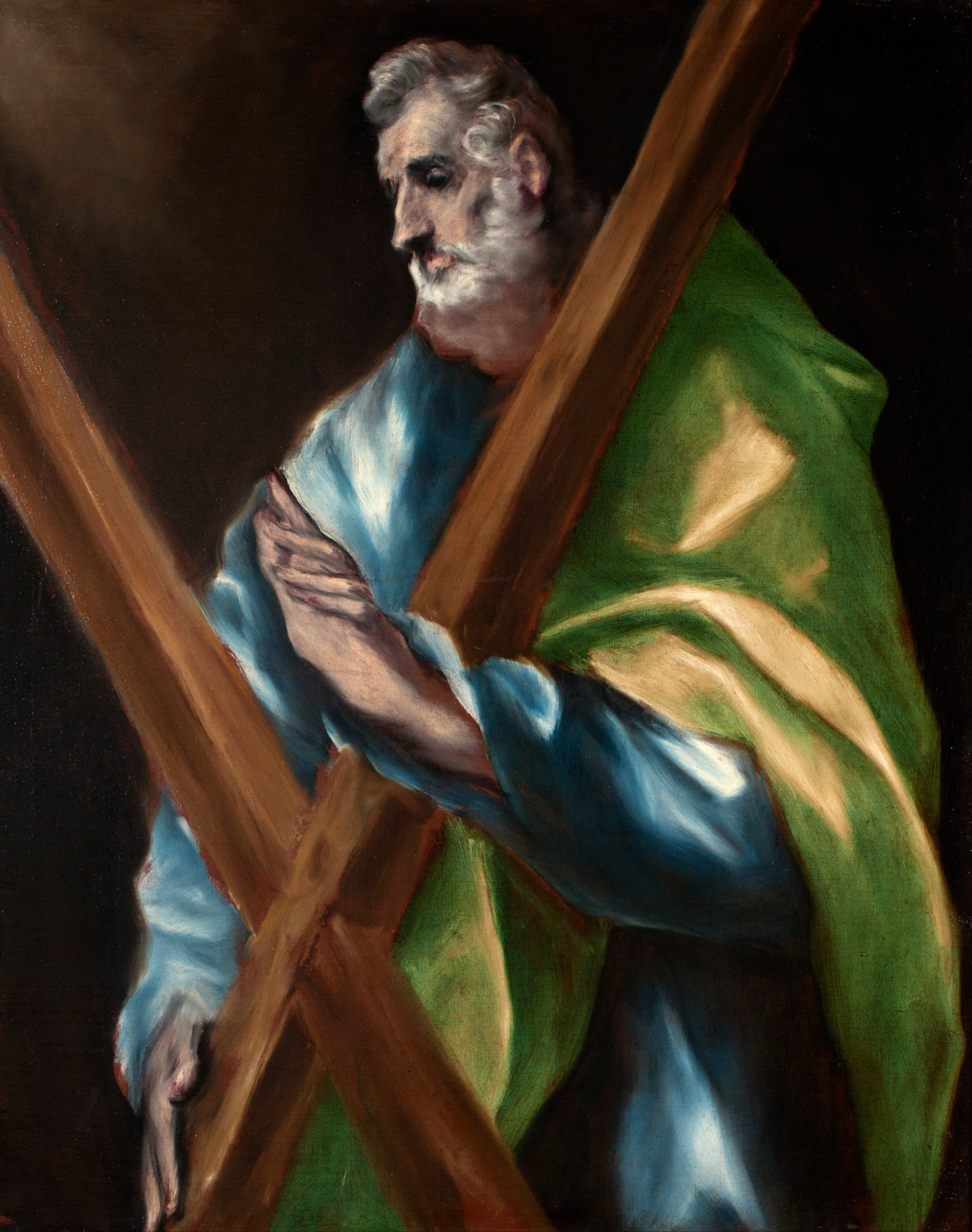
Sant'Andrea

### Altri lavori
Il museo ha quadri di molti altri artisti spagnoli, che in gran parte sono stati valorizzati con la ristrutturazione del 2011.

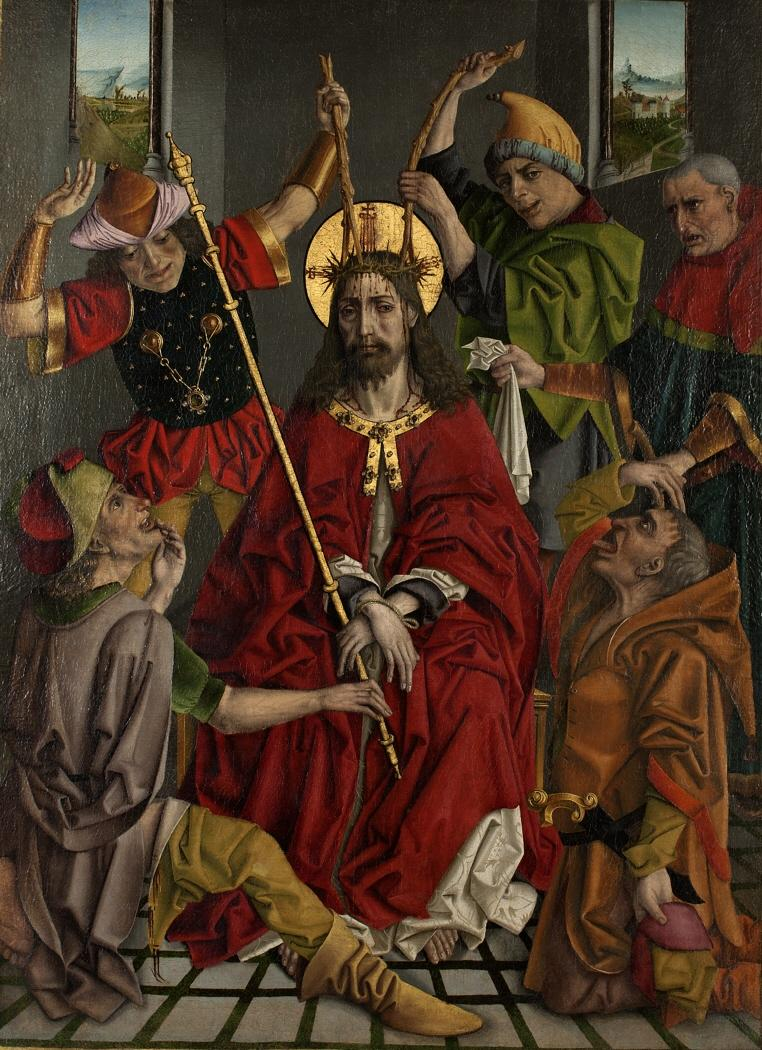
Coronazione di Spine e Imprecazioni, Maestro de la Sisla, 1450- 1510
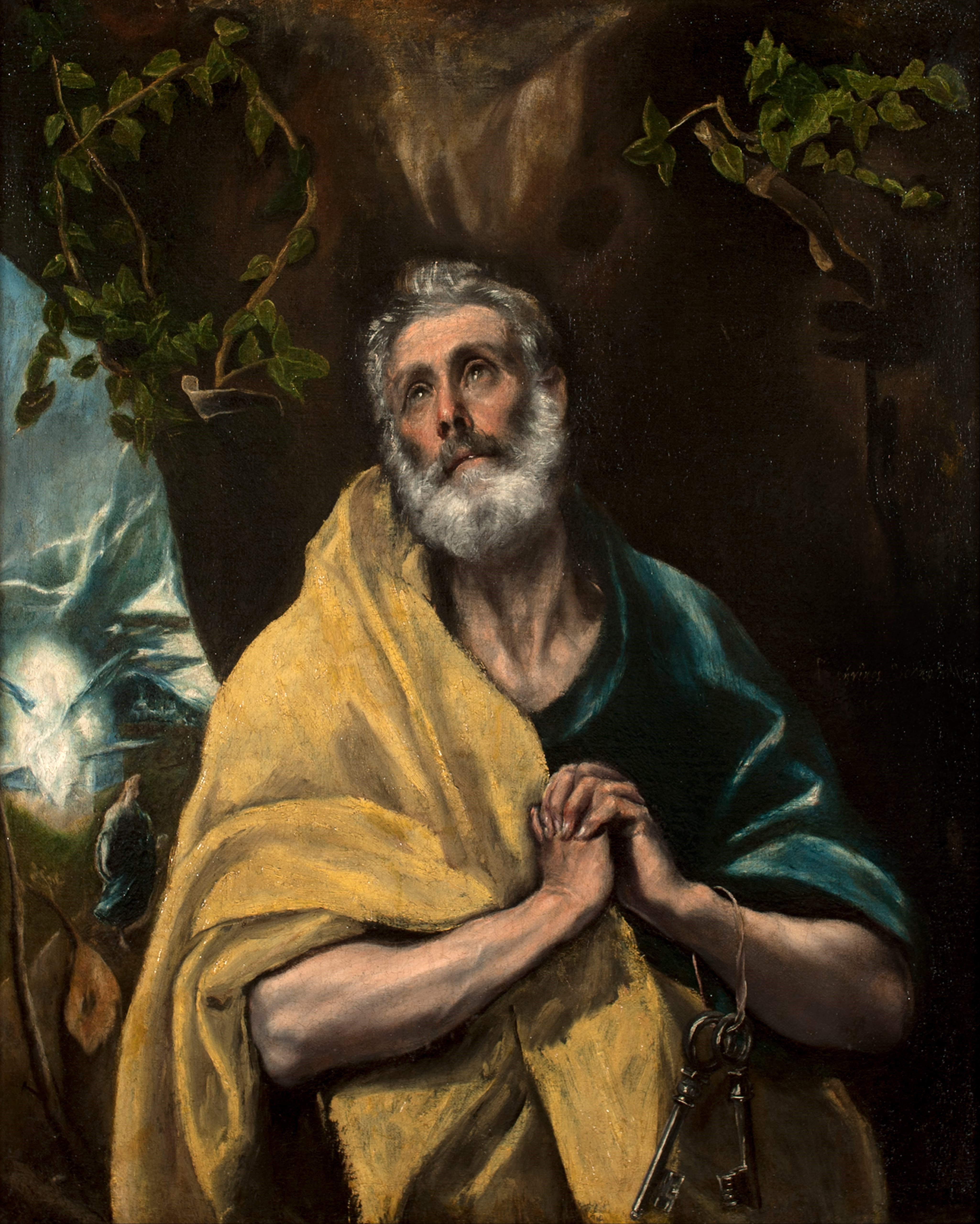
Lacrime di San Pietro, El Greco, 1587–1596
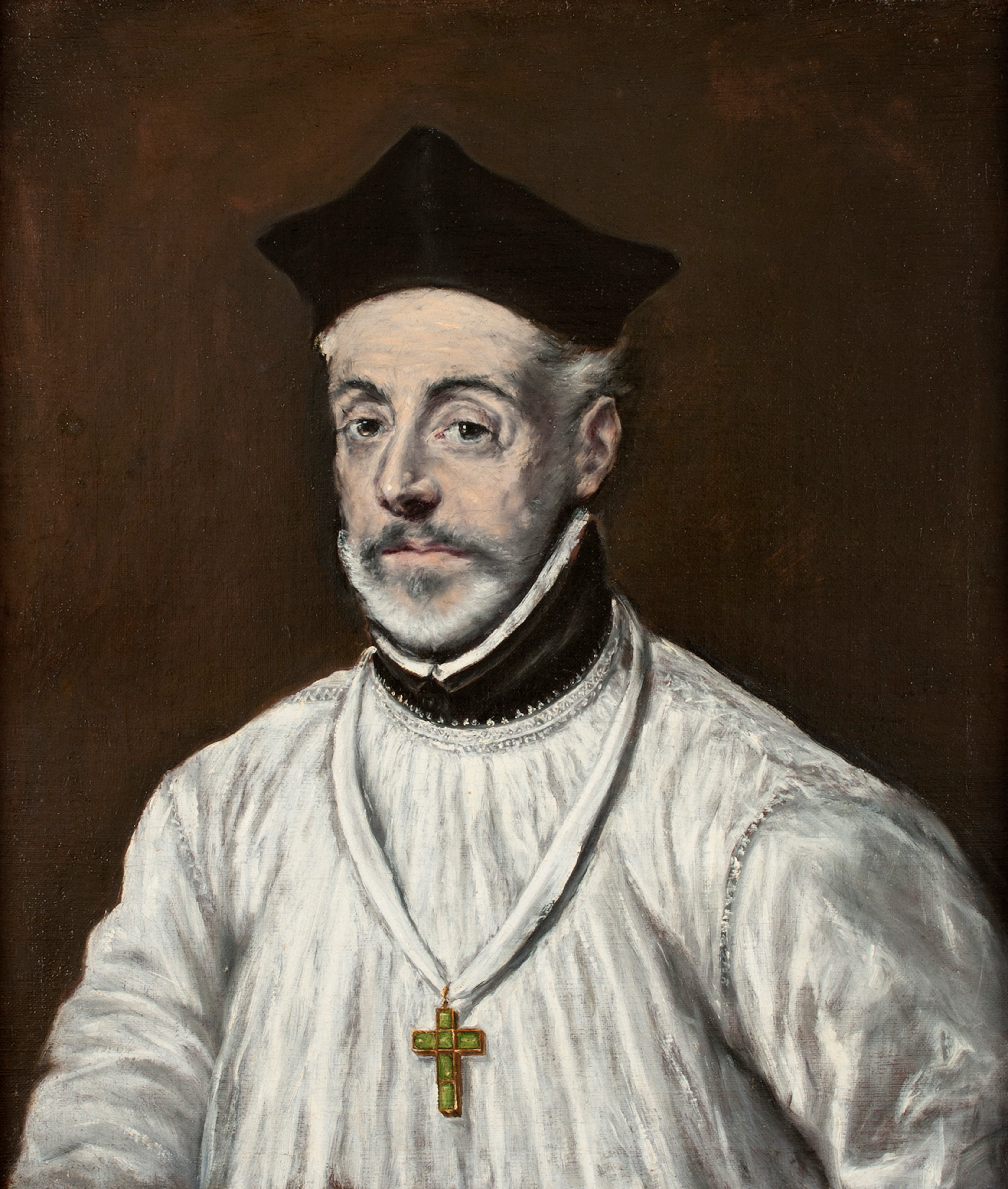
Ritratto di Diego de Covarrubias y Leiva, El Greco, 1600
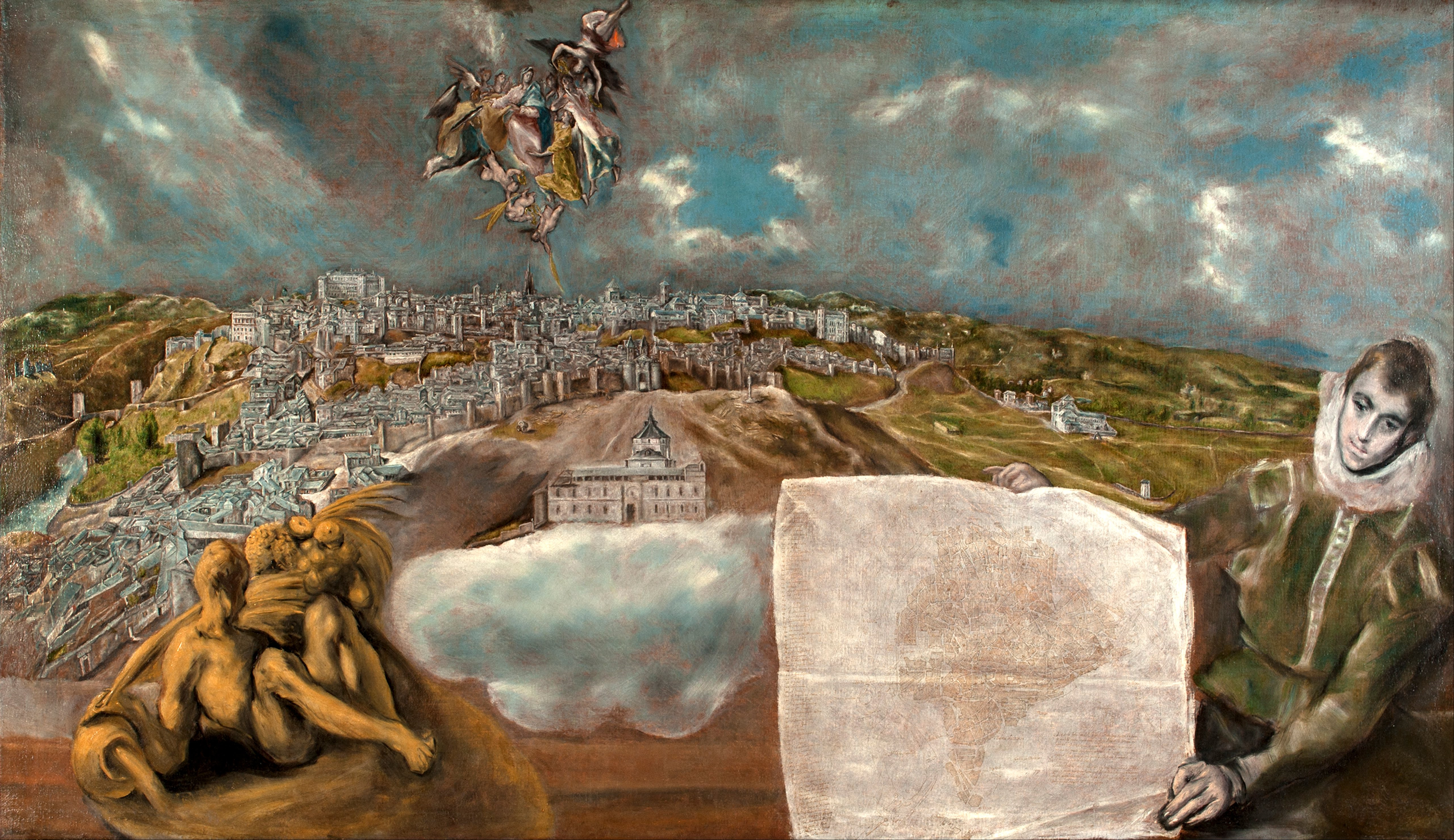
Veduta e pianta di Toledo, El Greco, 1608
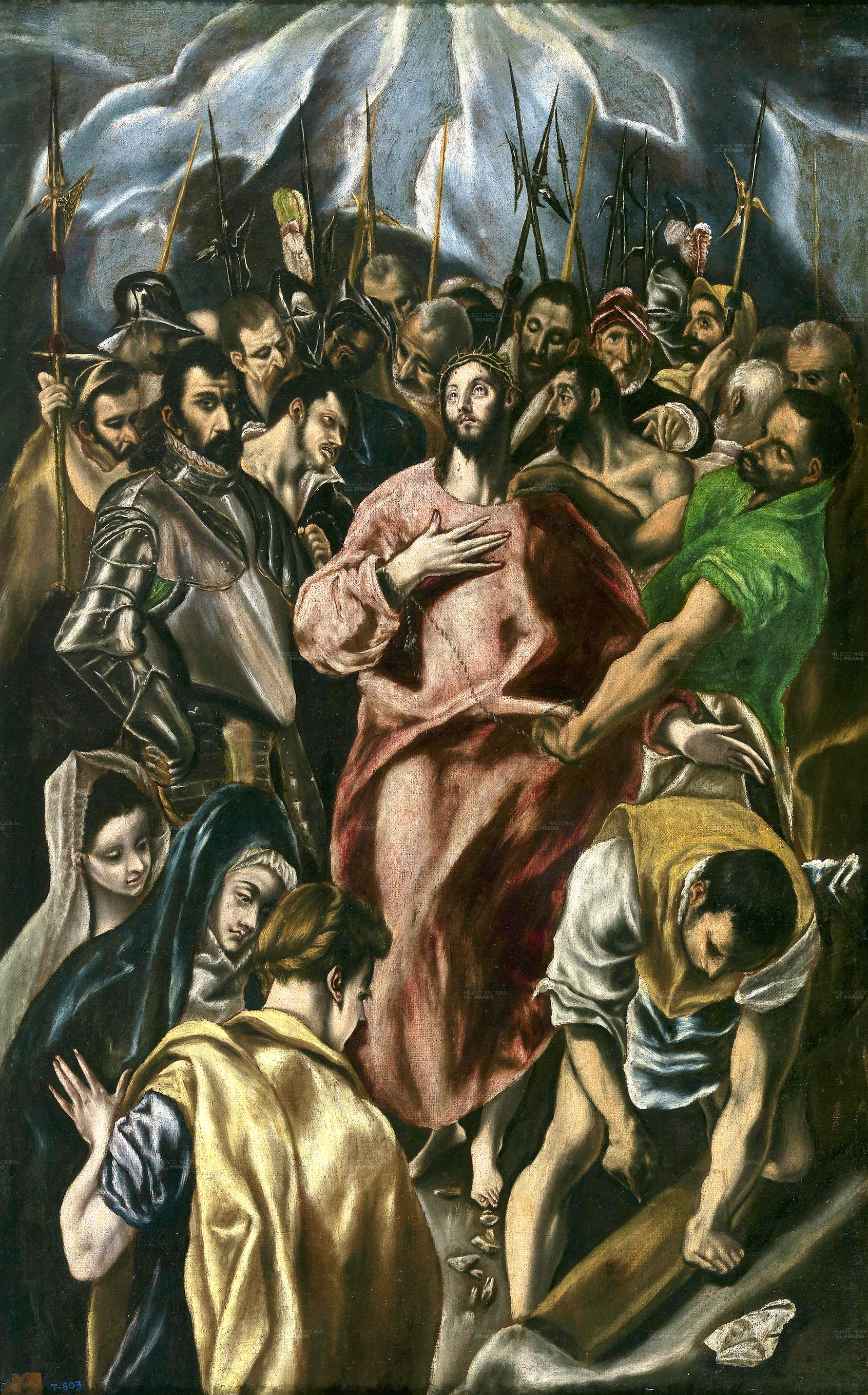
Denudamento di Cristo, Jorge Manuel Theotocópuli, c.1606
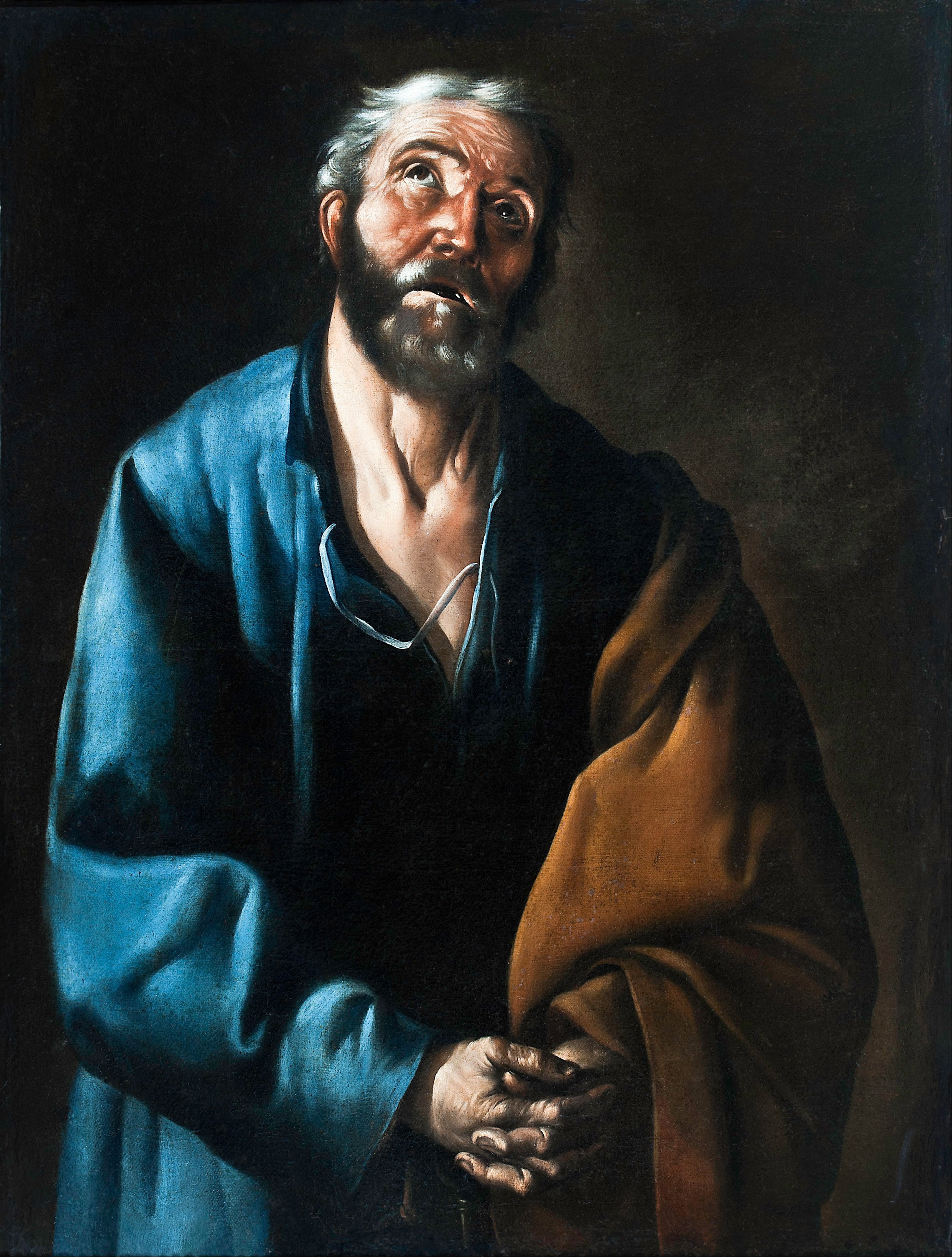
Lacrime di San Pietro, Francisco de Zurbarán, c.1633
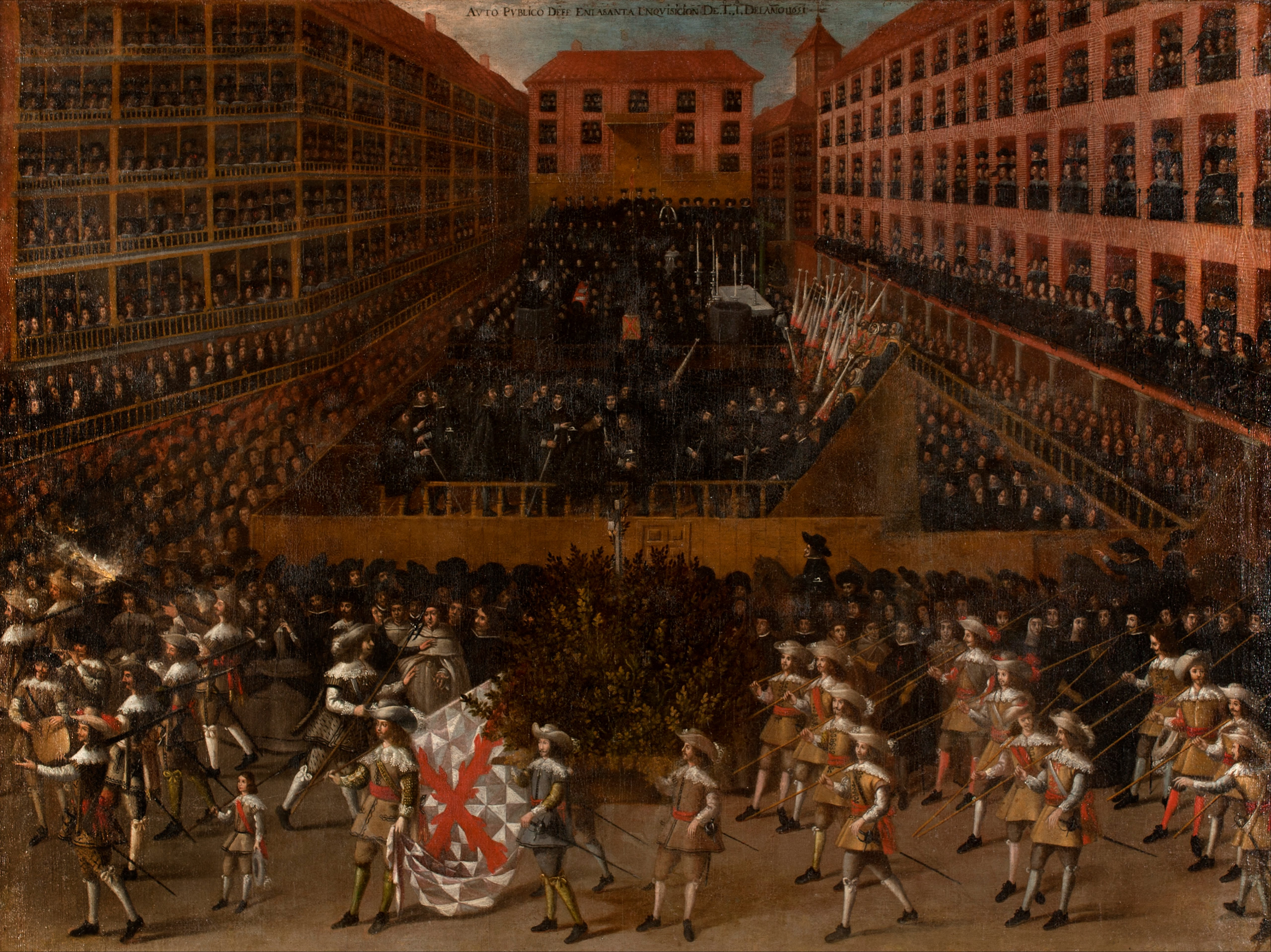
Autodafé, celebrata nel XVII secolo in una grande piazza spagnola, Escuela madrileña, 1656
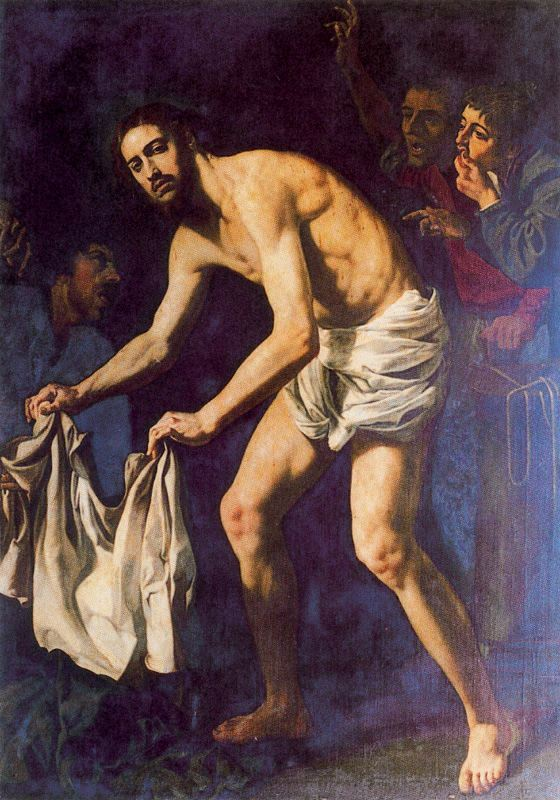
Cristo raccoglie le sue vesti, Jerónimo Jacinto de Espinosa, XVIII secolo

## Influenza culturale
L'architetto statunitense Addison Minzer si è ispirato alla Casa-Museo di El Greco per costruire gli Administration Buildings in Florida, edifici destinati ad ospitare gli uffici della sua società, creata per costruire Boca Raton, un'intera città modellata sullo stile spagnolo.